# 三星Galaxy A34
三星Galaxy A34 5G是三星电子作为Galaxy A系列的一部分开发制造的中階安卓智能手机。該手機於2023年3月15日和三星Galaxy A54 5G 一同發佈，並在同年3月24日陸續在不同地區發售。

### 配置
三星Galaxy A34比上一代產品Galaxy A33，採用了聯發科天璣1080 CPU（並非A系列常用三星自產Exynos糸列），低配版升至6GB RAM。
另外藍牙連線方面，A54和A34皆採用了藍牙5.3標準。